# Лобачи (Костромская область)
Лобачи — деревня в составе Дмитриевского сельского поселения Галичского района Костромской области России.

## История
Согласно Спискам населенных мест Российской империи в 1872 году деревня относилась к 2 стану Галичского уезда Костромской губернии. В ней числилось 28 дворов, проживало 83 мужчины и 110 женщин.
Согласно переписи населения 1897 года в деревне проживало 139 человек (53 мужчины и 86 женщин).
Согласно Списку населенных мест Костромской губернии в 1907 году деревня относилось к Богчинской волости Галичского уезда Костромской губернии. По сведениям волостного правления за 1907 год в ней числилось 39 крестьянских дворов и 198 жителей. В деревне имелись 4 клейн. завода. Основным занятием жителей деревни был малярный промысел.
До муниципальной реформы 2010 года деревня также входила в состав Дмитриевского сельского поселения.

## Известные люди
В деревне родился советский деятель оборонной промышленности Виталий Михайлович Шабанов.